# الحياة هي كل ما تحصل عليه
الحياة هي كل ما تحصل عليه هو فيلم من نوع دراما وكوميديا أُصدر في 1997. الفيلم من إخراج فولفغانغ بيكر، أما السيناريو فكان من كتابة فولفغانغ بيكر وتوم تيكوير.

## القصة
تقع أحداث الفيلم في برلين.

## طاقم التمثيل
- بينغتسدوتر يستفال  [لغات أخرى]‏
- اندرياس شميدت
- كارمن، ماجا الانطوني [الإنجليزية]‏
- Richy Müller [الإنجليزية]‏
- ولفجانج هيس  [لغات أخرى]‏
- ريمون طربيه  [لغات أخرى]‏
- فرانك كيسلر  [لغات أخرى]‏
- Peter Gavajda  [لغات أخرى]‏
- Gode Benedix  [لغات أخرى]‏
- Frank Köbe  [لغات أخرى]‏
- Susanne Betancor  [لغات أخرى]‏
- توم سبييس  [لغات أخرى]‏
- Victor Schefé  [لغات أخرى]‏
- ريكي توملينسون
- انيا كرابه  [لغات أخرى]‏
- فولفغانغ بيكر
- يورغن فوغل
- Heino Ferch [الإنجليزية]‏
- مارتينا غيدك
- ميرت بيكر
- أندريا ساواتزكي
- كريستيان بول
- ارمين رود
- Ludger Pistor [الإنجليزية]‏
- ستيفان ارندت

## الإنتاج
موسيقى الفيلم التصويرية كانت من تأليف يورغن كنيبر.

## وصلات خارجية
- الحياة هي كل ما تحصل عليه على موقع IMDb (الإنجليزية)
- الحياة هي كل ما تحصل عليه على موقع روتن توميتوز (الإنجليزية)
- الحياة هي كل ما تحصل عليه على موقع ألو سيني (الفرنسية)
- الحياة هي كل ما تحصل عليه على موقع Turner Classic Movies (الإنجليزية)
- الحياة هي كل ما تحصل عليه على موقع أول موفي (الإنجليزية)
- الحياة هي كل ما تحصل عليه على موقع فيلمافينيتي (الإسبانية)
- الحياة هي كل ما تحصل عليه على موقع قاعدة بيانات الأفلام السويدية (السويدية)
- الحياة هي كل ما تحصل عليه على موقع قاعدة بيانات الفيلم (الإنجليزية)
- الحياة هي كل ما تحصل عليه على موقع ليتربوكسد (الإنجليزية)
- الحياة هي كل ما تحصل عليه على موقع كينوبويسك (الروسية)